# Юннатівська (комплексна пам'ятка природи)
Юнна́тівська — комплексна пам'ятка природи місцевого значення в Україні. 
Об'єкт природно-заповідного фонду Харківської області. 
Розташована в місті Балаклія Харківської області, на вулиці Шевченка, 27. 
Площа — 0,3 га. Статус присвоєно згідно з рішенням облради від 17.11.1998 року. Перебуває у віданні: Балаклійська районна станція юних натуралістів. 
Статус присвоєно для збереження міні-зоопарку з колекцією екзотичних тварин (страуси, павичі, фазани), співочих птахів, акваріумних риб, а також колекції рослин.